# 桃園市立建國國民中學
桃園市立建國國民中學（英文全稱：Chien Kuo Junior High School），位於台灣桃園市桃園區大樹林地區，校園基地面積約 55246.43平方公尺，鄰近桃園市立陽明高級中等學校。

## 學校簡介

建國國中正統校徽使用於校旗、學生制服及書包

### 校園歷史
- 1974年：於青溪國中辦公室成立桃園縣立建國國民中學籌建委員會。
- 1975年：成立桃園縣立建國國民中學，正式招收第一屆國一新生8班，暫借桃園縣立體育館上課。
- 1976年：5月新校舍完工，遷入現址上課。
- 1983年：奉縣政府教育局指定為學校行政業務電腦化示範學校。
- 1994年：奉准設立集中式特教班。
- 1998年：學區內成立福豐國中，總班級數降至40班，平均每個年級13-14班。
- 2001年：奉准設立英語資優班。
- 2008年：奉准設立體育班。
- 2009年：因近5年來以英語資優班名義超收八德國中、大成國中及仁和國中學區學生越區就讀，班級數開始逐年調整，並實施新生入學總量管制。[2][3]
- 2011年：奉准設立多元學習中心。
- 2014年：12月25日，因應桃園縣升格改制為直轄市，更名為桃園市立建國國民中學。
- 2017年：奉准成立數理資優班，同年獲教育部核准成為桃園市第一所「創新自造教育衛星學校」。
- 2018年：3月21日奉市政府教育局指定成立「桃園市自造教育及科技中心」。

### 歷任校長
| 任期 | 姓名       | 任職日期  | 離職日期  | 備註                                                       |
| ---- | ---------- | --------- | --------- | ---------------------------------------------------------- |
| 1    | 張飛雲先生 | 1975年8月 | 1983年2月 | 原桃園縣立竹圍國民中學校長轉任，任滿退休                   |
| 2    | 蔡林龍先生 | 1983年2月 | 1995年7月 | 原桃園縣立新明國民中學校長轉任，調任桃園縣立壽山國民中學。 |
| 3    | 賴錦祥先生 | 1995年8月 | 1998年7月 | 原桃園縣立龍潭國民中學校長轉任，調任桃園縣立平興國民中學。 |
| 4    | 曾志宏先生 | 1998年8月 | 2010年7月 | 原桃園縣立仁美國民中學校長轉任，調任桃園縣立桃園國民中學。 |
| 5    | 許黎琴女士 | 2010年8月 | 2017年7月 | 原桃園縣立光明國民中學校長轉任，調任桃園市立中興國民中學。 |
| 6    | 廖家春先生 | 2017年8月 | 2024年7月 | 原桃園市立中興國民中學校長轉任，調任桃園市立青溪國民中學。 |
| 7    | 莊文凱先生 | 2024年8月 | 現任      | 原桃園市立幸福國民中學校長轉任。                           |

## 爭議事件
2017年5月桃園市政府教育局欲將該校發展為市立技術型高級中等學校兼完全中學、增設商業職科，因校園空間不足等因素遭受一百多名校內教師連署反對。同年6月桃園市市長鄭文燦在議會備詢時，明確表示完全中學計畫不可行。

## 外部連結
- 桃園市立建國國民中學 （页面存档备份，存于）
- 桃園市立建國國民中學Facebook （页面存档备份，存于）